# Trenčianske Bohuslavice
Trenčianske Bohuslavice este o comună slovacă, aflată în districtul Nové Mesto nad Váhom din regiunea Trenčín. Localitatea se află la altitudinea de 198 m deasupra n.m., se întinde pe o suprafață de 6,41 km2 și în 2017 număra 934 de locuitori.

## Istoric
Localitatea Trenčianske Bohuslavice este atestată documentar din 1208.

## Demografie
| An:                | 1994 | 2004   | 2014   | 2024   |
| ------------------ | ---- | ------ | ------ | ------ |
| Număr de persoane: | 913  | 947    | 908    | 915    |
| Diferență:         |      | +3,72% | −4,11% | +0,77% |

| An:                | 2023 | 2024   |
| ------------------ | ---- | ------ |
| Număr de persoane: | 940  | 915    |
| Diferență:         |      | −2,65% |